# Komín s ochrannou zdí a památníkem obětem 2. světové války
Komín s ochrannou zdí a památníkem obětem 2. světové války stojí v areálu bývalé sklárny v obci Holýšov v okrese Domažlice. Komín byl v roce 2016 Ministerstvem kultury České republiky prohlášena kulturní památkou České republiky.

## Historie
Komín stojí v areálu bývalé sklárny Andreas Ziegler’s Sohn na výrobu litého zrcadlového skla, která byla postavena v letech 1897–1899 podle projektu architekta Rudolfa Stechy. Plný provoz byl zahájen v roce 1900 a ve své době to byla největší sklárna na lité sklo v Rakousko-Uhersku. Voda pro sklárnu byla čerpána z řeky Radbuzy a uhlí bylo odebíráno z dolu Andreas pomocí lanovky a od roku 1925 z dolu Masaryk ve Zbůchu. Vyrábělo se zde mimo jiné od roku 1926 netříštivé sklo Triplex nebo Neotriplex od roku 1932 pro automobily. V době hospodářské krize v roce 1934 byla výroba v holýšovské sklárně ukončena. V roce 1937 sklárnu odkoupilo Západočeské konzumní družstvo v Plzni. V roce 1938 areál sklárny využívala Československá armáda jako základnu pro přípravu materiálu k výstavbě opevnění Plzeňské čáry (hlavně v okolí Holýšova). V roce 1939 jej odkoupil berlínský zbrojní koncern Deutsche Waffen und Munitionsfabriken AG, který v závodě pod názvem Metallwerke Holleischen G.m.b.H. vyráběl leteckou munici. V továrně pracovalo až sedm tisíc zaměstnanců. Na počátku převážně francouzští váleční zajatci a později další zajatci, totálně nasazení a vězni z koncentračního tábora, který byl zřízen v roce 1944 v bývalém statku Nový dvůr jako pobočka koncentračního tábora Flossenbürgu. Po válce do roku 1947 areál provozovala Zbrojovka Brno a pak Škoda Plzeň. Následovaly Kovodělné závody Holýšov, ČSAO Holýšov, Liaz, závod 09– Holýšov, SVA Holýšov, závody, které vyráběly náhradní automobilové díly, prováděly generální opravy autobusů a pod. Výrobní činnost v areálu byla ukončena v roce 2009.
V závěru druhé světové války 26. dubna 1945 u ochranné zdi velitel Werkschutzu muniční továrny Gerhard Lichtenau zastřelil tři italské vězně za krádež zboží z vagónů, které byly poničené explozí na nedalekém nádraží. Tuto událost připomíná pamětní deska se jmény popravených (Oliveri Parrazi, Luciono Enber a Traveti), která byla umístěna v roce 1948 na ochrannou zeď.
V roce 2016 byl komín s ochrannou zdí a památníkem obětí 2. světové války prohlášen kulturní památkou.

## Popis
Ze čtyř komínů, které stály ve sklárně, byl v roce 1907 postaven do výšky 65 m komín pro strojovnu. Těleso komína postavila firma Alphons Custodis, vídeňská komínářská pobočka. S ukončením provozu sklárny přestal být využíván i komín strojovny, ale nebyl zbourán jako ostatní komíny sklářských pecí. V roce 1943 byl komín snížen na výšku 19,50 m a ukončen železobetonovou kuželovou střechou. Komín byl přeměněn na protiletadlovou pozorovatelnu o celkové výšce 22,10 m. Vnitřní prostor byl rozdělen do osmi nadzemních podlaží a jedno podzemní podlaží. Jednotlivá železobetonová podlaží spojovala dřevěná schodiště a mezi posledními dvěma patry byly ocelové stupačky zasazené do tělesa komínu. V dříku komína bylo prolomeno několik pozorovacích otvorů, které měly zasouvací krytky. Poslední patro bylo pozorovatelnou, ze které se dalo dveřmi vyjít na železobetonový ochoz. Spojení mezi pozorovatelnou a velitelskou místností v druhém patře zabezpečoval zvukovod. V interiéru se dochovalo původní vybavení včetně skříní, které kopírují oválný tvar komína. Venkovní vstup zabezpečoval přístup do prvního podzemního patra, kterým byl původně sopouch asi 20 m dlouhý kouřový kanál vysoký asi dva metry a široký 1,60 m a který sloužil jako úniková cesta. Kolem komína byla postavena ochranná zeď na půdorysu půlkruhu.

### Technická data
Komín byl postaven z režného cihlového zdiva.
- Původní výška komína: 65 m
- Výška po snížení: 19,50 m
- Výška kuželové střechy: 2,70 m
- Celková výška se střechou: 22,10 m
- Vnitřní průměr místností: 3,83–4,48 m
- Výška místností: 2,21–2,34 m, výška posledního patra 3,75 m
- Tloušťka železobetonových stropů: 0,14–0,53 m
- Síla zdi u paty komína: 1,15 m